# Turns into Stone
Turns into Stone es un álbum recopilatorio de The Stone Roses publicado el año 1992, que contenía sencillos y lados B que no fueron parte de su primera producción.
El disco fue publicado cuando la banda tenía una batalla legal con la discográfica Silvertone. Durante unos años, una orden judicial impedía que la banda liberara material, tiempo en el cual Silvertone relanzó varios sencillos, entre ellos dos versiones separadas de "Fools Gold", y la publicación de sencillos independientes del primer álbum que no estaban destinados a ser individuales (por ejemplo, la versión editada de "I Am the Resurrection", usando una caja de ritmos en lugar de la batería distintiva de Reni).

## Lista de canciones
1. "Elephant Stone" (12" versión) – 4:53
2. "The Hardest Thing In The World"  – 2:39
3. "Going Down"  – 2:46
4. "Mersey Paradise"  – 2:44
5. "Standing Here"  – 5:05
6. "Where Angels Play"  – 4:15
7. "Simone"  – 4:24
8. "Fools Gold"  (12" versión) – 9:53
9. "What the World Is Waiting For"  – 3:55
10. "One Love" (12" versión) – 7:45
11. "Something Burning" (12" versión) – 7:50

Catálogos
- LP: Silvertone ORE LP521
- CD: Silvertone ORE CD521
- Casete: Silvertone ORE C521